# Gaditanoir
Gaditanoir es un festival de novela negra desarrollado en Cádiz en el mes de noviembre.

## Historia
El 7 de noviembre de 2024 nacía un nuevo ciclo de novela negra que, bajo el nombre Gaditanoir y creado a iniciativa de Kaizen Editores y con la colaboración del Ayuntamiento de Cádiz, se celebrará cada año en el mes de noviembre con una clara vocación iberoamericana.
Su primer comisario es el autor gaditano Alberto Puyana y tendrá su sede en la Casa de Iberoamérica, antigua Cárcel Real de Cádiz. 
La apertura de Gaditanoir estuvo realizada por Juan Gómez-Jurado, quien realizó la primera presentación de su novela "Todo muere".

## Ediciones
Gaditanoir comenzó su andadura en 2024, de la mano de los escritores Alberto Puyana, Daniel Lanza Barba y Javier Fornell, estos últimos editores de Kaizen Editores, organizador del evento. Contó con la colaboración del Ayuntamiento de Cádiz, Cádiz Ciudad de Libros, Diputación de Cádiz y la UNED, que colaboró con la programación académica, dándose así la mano la parte lúdica y formativa. 

### Gaditanoir 2025
El Gaditanoir 2025 se celebra los días 5 a 8 de noviembre en la Casa de Iberoamérica de Cádiz, según anunciaron sus organizadores en la Feria del Libro de Cádiz de 2025.

### Gaditanoir 2024
El I Gaditanoir se celebró los días 7 a 10 de noviembre de 2024 en la Casa de Iberoamérica de Cádiz.

#### Participantes[11]
- Juan Gómez Jurado[12]
- Susana Martín Gijón
- Alberto Caliani
- Jesús Relinque
- Luis Rodríguez Guerrero
- Rafa Marín
- Óscar Lobato
- Rosario Tey
- Benito Olmo
- Daniel Fopiani
- Antonio Puentes Mayor
- Blanca Cabañas
- Alberto Puyana
- Juan Manuel Sainz Peña
- Lola Montalvo
- Cristina Braza
- Marta Huelves
- Jesús Tíscar
- Willy del Pozo (Perú)
- David Monthiel
- Mauro Barea

## Premios
Gaditanoir entrega cada año dos galardones: el premio a la mejor novela noir del año premio, que recibe el nombre del autor gaditano José Rasero Balón; y el premio de relatos The Riverside, valorado en 150€ y que venía organizando Kaizen Editores desde el año 2020.

### Premios entregados
| Año  | Título                      | Autor              | Editorial      | Año  |
| ---- | --------------------------- | ------------------ | -------------- | ---- |
| 2024 | Los perros que nadie quiere | Juan González Mesa | Editorial Edaf | 2023 |

| Año  | Premio                  | Relato             | Autor                   |
| ---- | ----------------------- | ------------------ | ----------------------- |
| 2024 | IV Premio The Riverside | La Bella escondida | Sebastián García Sancho |